# Château de Reux
Pour les articles homonymes, voir Château de Reux (homonymie).
Le château de Reux est une demeure, de la fin du XVIe siècle et remanié en 1953, qui se dresse sur le territoire de la commune française de Reux dans le département du Calvados, en région Normandie.

## Localisation
Le château est situé sur le versant ouest de la large vallée de la Touques, à 350 m à l'est de Reux, au sein du haras de Reux, dans le département français du Calvados.

## Historique
Aux XIIIe et XIVe siècles, le domaine est la possession de la famille Chambellême de Reux, et au XVe à celle de Meurdrac.
Aux XVIe siècle, les terres sont entre les mains de la famille des Carbonnel, puis passent aux Saussay. Au XVIIe siècle, le domaine et le château sont la possession de la famille de La Ferté. M. de La Ferté y recevra Madame de Staal.
En 1868, il est acquis par le baron Édouard Alphonse James de Rothschild.
En 1953-1954, Francis Bott fit huit vitraux qui lui avaient été demandés par le baron Guy de Rothschild pour la chapelle du château de Reux.

## Description
Le château de la fin du XVIe siècle, appareillé en pierre, se dresse à l'intérieur d'une cour ceinte de douves, à laquelle on accède  après avoir franchi deux ponts jetés au-dessus des douves.
Le corps de logis de plan rectangulaire, haut de trois niveaux, occupe le côté sud de la cour sensiblement carrée. Il est flanqué à l'est d'une grosse tour cylindrique couvert d'un toit conique, et à l'ouest d'un pavillon isolé de plan carré ajouté postérieurement, et relié au corps de logis par une petite galerie.

### Le parc
Dans le parc, inscrit au pré-inventaire et planté d'arbres aux essences variées et de bosquets, se dresse l'ancienne chapelle du château, qui a été , au nord, prolongée d'un bâtiment, haut de deux niveaux : un rez-de-chaussée en pierre avec un étage en bois.
Les nombreux bâtiments et les boxes du haras sont quant à eux situés à l'écart.